# Lubnów (okres Ząbkowice Śląskie)
Lubnów (německy Liebenau) je vesnice v Dolnoslezském vojvodství v Polsku. Je součástí městsko-vesnické gminy Ziębice v okrese Ząbkowice Śląskie. Leží přibližně 10 km jižně od města Ziębice.